# Equatòria Oriental
Equatòria Oriental o Equatòria de l'Est (anglès Eastern Equatoria o East Equatoria) és un dels deu estats del Sudan del Sud amb una superfície de 82.542 km² i població (2008) de 906.126 habitants. La capital és Torit.

## Dades de l'estat
Fronterer pel sud i est amb Uganda, Kenya i Etiòpia, i internament amb Equatòria Central (a l'oest) i Jonglei (al nord). A la part sud-oriental hi ha una zona en litigi anomenada triangle d'Ilemi, dins de les fronteres internacionalment reconegudes del Sudan i Sudan del Sud, però administrada per Kenya (probablement una ocupació consentida durant la guerra pel SPLA a canvi de suport) que el govern sud sudanès reclama oficialment.
Entre els pobles que viuen a l'estat hi ha els toposes, els gies, els nyangathoms (tots tres a l'est), els didinga, els dodos i els boya (al centre), els otuhos, lopits, langos, paris, tenets i lokoyes (al centre-oest), i els acholis, madis, iriyes i ofirihes (a l'oest). La majoria dels habitants són grangers de subsistència i crien algun bestiar, cabres i ovelles; la producció és pel consum local i només una petita part es ven. A les muntanyes Didinga, de terre més fèrtil, es cultiva tabac, patates i moresc.

Mapa d'Equatòria Oriental

Com els altres estats del Sudan del Sud. Equatòria Oriental està subdividida en comtats, aquestos en payams i aquestos en bomas. Cada comtat és dirigit per un comissionat nomenat pel president amb l'acord del governador. Els comtats originals eren Torit i Kapoeta (aquest darrer dividit ràpidament en Budi i Kapoeta), que foren subdividits formant-se els actuals:
- Torit
- Lafon
- Ikotos
- Budi
- Kapoeta North
- Kapoeta South
- Kapoeta East

## Governadors
- Caesar Paia Febrer a juny de 1994
- Marboz Konda Juny a novembre de 1994
- Caesar Paia (segona vegada) 1994-1997
- Abdullah Amiri 1997-2000
- Abdullah Allajabo 2000-2001
- Caesar Baya Lolaya 2001-2005
- Daniel Awit Akot (interí) 18 de juliol a 30 de setembre de 2005
- Aloisio Emor Ojetuk 2005-2010
- Johnson Juma Okot 24 de febrer a 20 de maig de 2010
- Louis Lobong 2010-